# Janja Mihailović
Janja Mihailović (en serbe cyrillique : Јања Михаиловић) était un architecte serbe du début du XIXe siècle. Son œuvre est caractéristique de la tradition architecturale de cette époque, entre les apports traditionnels et les ouvertures aux influences occidentales.

## Œuvres
Ses deux réalisations les plus connues sont le Konak du prince Miloš à Belgrade, dans le quartier de Topčider, construit entre 1831 et 1833 et l'église Saint-Pierre et Saint-Paul de Topčider, construite entre 1832 et 1834, qui mêle les influences traditionnelles et les références à l'architecture occidentale (classique et baroque). Ces deux œuvres sont respectivement classées sur la liste des monuments exceptionnels et sur la liste de monuments protégés de la République de Serbie,. Ces deux bâtiments ont été réalisés en collaboration avec l'architecte Nikola Đorđević,.